# Shine (album Bond)
Shine è il secondo album in studio del quartetto d'archi femminile di musica crossover Bond, pubblicato nel 2002.

## Tracce
1. Allegretto (Karl Jenkins) – 3:54
2. Shine (Magnus Fiennes) – 3:58
3. Fuego (Tonči Huljić) – 2:59
4. Strange Paradise (Alexander Borodin) – 4:29
5. Speed (Stuart Crichton) – 3:40
6. Big Love Adagio (Tomaso Albinoni) – 4:58
7. Kashmir (Robert Plant, Jimmy Page) – 5:08
8. Gypsy Rhapsody (Tonči Huljić) – 3:35
9. Libertango (Ástor Piazzolla) – 3:43
10. Sahara (Haylie Ecker) – 5:21
11. Ride (Eos Chater) – 4:10
12. Space (Martin Glover, Paul Carter, Manda Glanfield) – 4:56
13. Bond on Bond (Monty Norman) – 3:03